# 陈端孙
陈端孙，字伯都，元朝将领，福清（治所在今福建省霞浦县）人，他中武举第一。
元顺帝至正年间，为福建宣慰使。当时陳有定率兵侵入福清州境，他率众抵御，中流箭坠马，陈有定胁迫他归降，陈端孙说：“我家三世事元，现在怎能跟你造反呢？”陈有定大怒，将他杀死，其妻孙氏，抱幼女投井而死。